# فيكتوريا بوش
فيكتوريا بوش (بالإنجليزية: Victoria Bush)‏ هي ممثلة بريطانية، ولدت في 1976 في King's Lynn ‏ في المملكة المتحدة.

## وصلات خارجية
- فيكتوريا بوش على موقع IMDb (الإنجليزية)
- فيكتوريا بوش على موقع قاعدة بيانات الفيلم (الإنجليزية)
- فيكتوريا بوش على موقع كينوبويسك (الروسية)